# Copestylum kahli
Copestylum kahli är en tvåvingeart som först beskrevs av Hull 1938.  Copestylum kahli ingår i släktet Copestylum och familjen blomflugor.
Artens utbredningsområde är Franska Guyana. Inga underarter finns listade i Catalogue of Life.